# Omran Daqneesh
Omran Daqneesh (arabe : عمران دقنيش) est un enfant syrien, célèbre pour une photo qui fut prise de lui lors de la bataille d'Alep et qui eut un retentissement international.

## Biographie
Omran Daqneesh, alors âgé de 3 à 5 ans, est blessé dans la nuit du 17 au 18 août 2016 à Alep par un bombardement mené par l'aviation syrienne ou l'aviation russe dans le quartier de Qaterji,,,. La frappe aérienne fait huit blessés, dont quatre autres enfants, une femme et deux jeunes hommes,. Omran est le premier secouru par les Casques blancs de la Défense civile syrienne,. Il est installé dans une ambulance, avant d'être conduit avec les autres blessés à l'hôpital M10,.
Une photo est prise par Mahmoud Raslan, un photographe habitant à moins de 300 mètres de l'immeuble bombardé. Une vidéo est également mise en ligne par l'Aleppo Media Group, un groupe d'activistes media. Rapidement, les images de l'enfant blessé ont un grand retentissement international et font le tour du monde,,,. 
Grièvement blessé, le grand frère d'Omran, Ali, âgé de 10 ans, succombe le 20 août.  
Omran Daqneesh réapparaît avec sa famille dans un reportage publié en juin 2017 par la chaîne de télévision pro-régime Mayadeen TV. Interviewé à Alep-Ouest par la journaliste Kinana Allouche, le père d'Omran affirme être resté loyal au gouvernement de Bachar el-Assad et dénonce l’instrumentalisation de son fils faîte par les rebelles. Cependant il n'est pas avéré que l'interview de la famille — réalisée par des médias pro-régime dans une zone tenue par le régime — n'ait pas été réalisée sous la contrainte, comme cela a déjà été fait pour d'autres Syriens. La famille avait en effet toujours refusé de s'adresse aux médias, mais selon un militant local et le New York Times, si l'on peut refuser de s'exprimer dans un media d'opposition, on ne peut pas refuser une interview pour le régime,,,.